# Giờ của Dạ Lan
Tiếng nói Dạ Lan là tên một chương trình phát thanh của đài phát thanh Quân Đội Việt Nam Cộng hòa do Đài phát thanh Quân đội Việt Nam Cộng hòa VTVN thực hiện. Sau biến cố Đảo chính Việt Nam Cộng hòa 1963, Đại tá Trần Ngọc Huyến đã khai sinh ra chương trình này nhằm ổn định lại tinh thần của các binh sĩ ngoài mặt trận. Chương trình Giờ của Dạ Lan, phỏng theo chương trình địch vận Hoa Hồng Đen của Đài Loan hướng về Trung Quốc lục địa vào thập niên 1950. Đại Tá Trần Ngọc Huyến lấy tên Dạ Lan đặt tên cho chương trình như một loài hoa nở về đêm, dùng một giọng nói thiếu nữ đêm đêm chuyện trò qua làn sóng điện với các chiến sĩ ngoài tiền đồn mà có thể không cần đến nhan sắc.
Chương trình bắt đầu được phát sóng năm 1964 và xướng ngôn viên là cô Dạ Lan. Chương trình phát thanh này được phát mỗi đêm trên làn sóng dành riêng cho quân đội trong hệ thống phát thanh quốc gia, qua đài tiếp vận Quán Tre, có công suất rất mạnh có thể nghe đến Bến Hải, nghĩa là khắp bốn Vùng Chiến Thuật.
Chương trình kết thúc vào năm 1975 khi lực lượng cộng sản chiến thắng và chiến tranh Việt Nam kết thúc.

## Nội dung chương trình[1]
Chương trình được phát thanh từ 7 giờ đến 9 giờ hằng đêm, gồm các phần câu chuyện hằng, tin tức, thời sự, điểm báo và phần văn nghệ. Đặc biệt nhất là phần trao đổi thư tín giữa Dạ Lan và các quân nhân, phần lớn là các quân nhân ở các tỉnh xa thủ đô, nhất là thành phần trú đóng ở các tiền đồn. Trong giai đoạn mới thành lập, chương trình Giờ của Dạ Lan gồm phần câu chuyện hằng ngày do Lưu Nghi phụ trách, điểm báo do Nguyễn Triệu Nam, phần nhạc do nhạc sĩ Đan Thọ, Ngọc Bích chọn và lời dẫn nhạc (chapeau) do Huy Phương viết. Phần tin tức do ban tin tức của Đài phụ trách và thư tín do Cô Ngọc Xuân và một số cô đặc trách việc chọn lựa thư tín để sau đó Dạ Lan trả lời trên làn sóng phát thanh.
Chương trình Dạ Lan rất được anh em quân nhân hoan nghênh, nhất là các quân nhân xa nhà, trú đóng ở các tiền đồn hẻo lánh. Vào hai năm 1964 - 1965, Đài Phát Thanh Quân Đội phải tuyển thêm một số nữ nhân viên để phụ trách vấn đề trả lời thư của các "anh trai tiền tuyến" hằng đêm. 
Chương trình Dạ Lan kéo dài tới năm 1975, nhưng chỉ sôi nổi vào những năm đầu khi còn Đại Tá Trần Ngọc Huyến, một phần là nhờ sự lưu tâm đặc biệt của ông, phần khác, chương trình nào qua thời gian cũng trở nên nhàm chán, thư từ trở nên thưa thớt và chương trình còn lại chỉ là cái vỏ bọc để chuyên chở tin tức, bình luận thời sự cho đài Phát Thanh Quân Đội.

## Xướng ngôn viên[2]
"Linh hồn" của chương trình là cô xướng ngôn viên Dạ Lan. Xướng ngôn viên mang tên Dạ Lan nói giọng Bắc lại là một người con gái Quảng Nam có một thời gian sinh sống tại Huế, tên Hoàng Xuân Lan. Trước đó, cô làm việc tại Đài Phát Thanh "Gươm Thiêng Ái Quốc", một chương trình thuộc dạng tuyên truyền xám phát thanh về bên kia vĩ tuyến, được thiết lập tại Đông Hà tại tỉnh địa đầu Quảng Trị. Đài này do Nhất Tuấn làm Quản Đốc và Hà Huyền Chi làm phó. Cô Xuân Lan không đẹp nhưng cô phát âm tiếng Bắc rất đúng giọng (nhờ được Hà Huyền Chi huấn luyện trong thời gian ở Đông Hà) và lẽ cố nhiên rất ngọt ngào.
| “ | Đây là chương trình Dạ Lan, tiếng nói của những người em gái Hậu Phương, gởi những anh trai Tiền Tuyến | ” |

Đêm đêm trên làn sóng điện của Đài Phát Thanh Quân Đội, giọng nói của người em gái hậu phương có mãnh lực thu hút cảm tình của các binh sĩ trú đóng khắp trên bốn vùng chiến thuật. Danh từ "em gái hậu phương" và "anh trai tiền tuyến" là một danh từ khá quen thuộc phát sinh trong thời gian này được nghe và dùng nhiều trong các bài thơ hay nhạc phẩm thịnh hành.
Năm 1966, trong khi chương trình Dạ Lan đang thành công, thì xướng ngôn viên, cô Hoàng Xuân Lan, bỏ đài lên Đà Lạt. Thay vì ngưng phát chương trình Dạ Lan thì đài Quân Đội dùng cô Hồng Phương Lan, một xướng ngôn viên có sẵn của đài vào thay thế. Cô Hồng Phương Lan có hiệu là Mỹ Linh, thường phụ trách mục nhạc ngoại quốc yêu cầu của đài, có giọng Bắc khả ái như cô Hoàng Xuân Lan. Ngoài nhân viên của đài, không ai phân biệt được sự khác biệt giữa hai giọng nói Dạ Lan, đêm đêm giọng nói nghe như vẫn còn đó, nhưng người nói đã thay đổi.
Chương trình Dạ Lan của đài Quân Đội dần dà trở thành một chương trình mang tên Dạ Lan, bình thường như những chương trình phát thanh khác và sự hâm mộ em gái Dạ Lan cũng dần dần phai nhạt. Thư từ không còn tới tấp gửi về như những năm đầu.

## Quan hệ công chúng[3]
Chương trình thành công vượt bậc và thư từ anh em chiến sĩ, nhất là từ các vùng đất xa xôi, tiền đồn heo hút gửi về cho Dạ Lan tới tấp, đến nỗi đài Quân Đội phải mướn bốn nữ nhân viên dân chính, công việc mỗi ngày chỉ để ngồi viết thư trả lời cho các anh chiến sĩ. Bốn cô đặc trách 4 Vùng Chiến Thuật, và lẽ cố nhiên dưới mỗi lá thư đều ký tên Dạ Lan. Với một người lính xa nhà, ở một nơi tiền đồn heo hút, xa ánh đèn thành phố, không sách báo, mỗi đêm chỉ có một cái radio chạy pin để nghe giọng em gái Dạ Lan tỉ tê, tâm sự, khi nhận được một lá thư hồi âm của em gái Dạ Lan từ KBC 3168, thì tác động tâm lý là vô cùng lớn.
Để đáp ứng "nhu cầu chiến sĩ", cô Hoàng Xuân Lan được cho phép đi chụp ảnh in thành carte-postale để gửi tặng anh em chiến sĩ. Bức ảnh được in trên bìa báo Xuân Chiến Sĩ Cộng Hòa năm 1965, do nhà nhiếp ảnh nổi tiếng Nguyễn Kỳ ở Saigon vào thập niên 60, chụp. Bức ảnh đã được làm mờ các chi tiết, sở trường trong các bức chân dung của Nguyễn Kỳ.
Một số carte-postale chụp cô Xuân Lan, "em gái hậu phương Dạ Lan" cũng được Nha Chiến tranh Tâm Lý ấn hành để gởi tặng đến các chiến sĩ tiền đồn. Tuy vậy nhân vật "em gái hậu phương Dạ Lan" chưa bao giờ xuất hiện trên truyền hình, báo chí hay ngoài đời mà chỉ duy nhất qua làn sóng điện, vì ngoài đời nhan sắc cô chỉ thuộc loại trung bình. Cô cũng nhận được không ít thư từ tỏ tình với cô của các "anh tiền tuyến". Nhiều anh tiền tuyến đi phép về Sài Gòn có tìm đến Đài phát thanh Quân đội nhưng không bao giờ gặp được Dạ Lan bằng xương bằng thịt.
Đây là sai lầm của Đài Phát Thanh Quân Đội vì hình ảnh trong tưởng tượng bao giờ cũng đẹp hơn sự thật ngoài đời.

## Sau năm 1975
Chương trình chấm dứt phát sóng khi Sài Gòn thất thủ. Từ do, không còn ai nhắc đến "em gái hậu phương Dạ Lan".
Khoảng năm 2005, một bài báo nhắc đến chương trình Dạ Lan trên báo Việt Luận (Sydney, Úc) cho rằng cô Dạ Lan "phải được ngưỡng mộ và vinh danh trước quần chúng," và đòi hỏi rằng "cô cũng nên xuất hiện để cho chúng ta ngưỡng mộ như một chiến sĩ".
Hiện tại, Hoàng Xuân Lan hiện đang sống ở một ngôi chùa ở Sài Gòn và Hồng Phương Lan đang định cư tại South Carolina. Cho đến giờ này, trong thư từ và cả email, cả hai bà đều ký tên mình là Dạ Lan.
Ngày 22 tháng 3 năm 2022, bà Hồng Phương Lan (xướng ngôn viên chương trình Dạ Lan từ năm 1966 đến năm 1975) đã qua đời tại nơi định cư ở thành phố Columbia, tiểu bang South Carolina, Hoa Kỳ, hưởng thọ 90 tuổi.

## Tranh cãi
Trong chương trình Paris By Night 88, đại tá Nguyễn Văn Nam và Nhất Tuấn cùng nhận mình là người khai sinh ra chương trình. Tuy nhiên trong giai đoạn 1964, Nguyễn Văn Nam là thiếu tá, trưởng khối tình báo (địch vận) và không liên quan đến chương trình Giờ của Dạ Lan. Trong khi đó, năm 1968, Nhất Tuấn mới trở thành Quản đốc Đài Phát Thanh Quân đội Sài Gòn.